# رائوایان
ايندوهايس #
رائوایان (نام علمی: Raoellidae) تیره‌ای منقرض شده از جفت‌سم‌سانان نیمه–آبزی در کلاد نهنگ‌اسب‌آبی‌ریختان (Whippomorpha) بودند که در دوره ائوسن در جنوب و جنوب شرق آسیا (هند و پاکستان کنونی) زندگی می‌کردند.
این تیره بیشتر با سنگواره یافت شده از Indohyus شناخته می‌شود که در کشمیر یافت شد و در شرایط بسیار عالی باقی‌مانده بود. این سنگواره نشان داد که رائوایان «پیوند گمشده» یا گروه خواهر نهنگها (آب‌بازسانان) بوده‌اند.